# Golfingiidae
Golfingiidae es una familia de anélidos del grupo Sipuncula o gusanos cacahuete.

## Descripción
Presentan un disco oral con tentáculos alrededor de la boca. Los tentáculos son de forma y número variables en las diferentes especies, desde lóbulos rudimentarios a tentáculos desarrollados, apareciendo en gran número o solamente unos pocos o incluso ninguno.
Los músculos se agrupan en la parte anterior del cuerpo, junto al ano, ausentes en la parte posterior. Tienen dos nefridios.
Las principales diferencias con la familia Phascolionidae es que éstos carecen del nefridio izquierdo, los husos musculares y algunos retractores.

## Especies

### Golfingia
- Golfingia anderssoni (Théel, 1911)
- Golfingia birsteini Murina 1973
- Golfingia capensis (Teuscher, 1874)
- Golfingia elongata (Keferstein, 1862)
- Golfingia iniqua (Sluiter, 1912)
- Golfingia margaritacea (Sars, 1851)
- Golfingia mirabilis Murina 1969
- Golfingia muricaudata (Southern, 1913)
- Golfingia pectinatoides Cutler and Cutler, 1979
- Golfingia vulgaris (de Blainville, 1827)

### Nephasoma
- Nephasoma abyssorum (Koren and Danielssen, 1875)
- Nephasoma bulbosum (Southern, 1913)
- Nephasoma capilleforme (Murina, 1973)
- Nephasoma confusum (Sluiter, 1902)
- Nephasoma constricticervix (Cutler, 1969)
- Nephasoma constrictum (Southern, 1913)
- Nephasoma cutleri (Murina, 1975)
- Nephasoma diaphanes (Gerould, 1913)
- Nephasoma eremita (Sars, 1851)
- Nephasoma filiforme (Sluiter, 1902)
- Nephasoma flagriferum (Selenka, 1885)
- Nephasoma laetmophilum (Fisher, 1952)
- Nephasoma lilljeborgi (Danielssen & Koren, 1880)
- Nephasoma minutum (Keferstein, 1862)
- Nephasoma multiaraneusa (Murina, 1967)
- Nephasoma novaezealandiae (Bendham, 1904)
- Nephasoma pellucidum (Keferstein, 1865)
- Nephasoma rimicola (Gibbs, 1973)
- Nephasoma rutilofuscum (Fisher, 1947)
- Nephasoma schuettei (Augener, 1903)
- Nephasoma tasmaniense (Murina, 1964)
- Nephasoma vitjazi (Murina, 1964)
- Nephasoma wodjanizkii (Murina, 1973)

### Thysanocardia
- Thysanocardia catharinae (Grübe, 1868)
- Thysanocardia nigra (Ikeda, 1904)
- Thysanocardia procera (Möbius, 1875)